# Luiz Martins
Luiz Antonio Martins (Rio de Janeiro, 11 de março de 1958) é um político brasileiro, filiado ao União Brasil.

## Biografia
Foi eleito para seu primeiro mandato como deputado estadual do Rio de Janeiro em 2010, com 26.002 votos, para a legislatura 2011-2015. Nesse período teve 37 projetos aprovados que viraram leis, tornando-se recordista de propostas sancionadas num único mandato no Legislativo Fluminense. Foi reeleito em 2014, com 39.309 votos, para a legislatura 2015–2019.[carece de fontes?]
Em abril de 2015, em polêmica votação, foi um dos parlamentares a votar a favor da nomeação de Domingos Brazão para o Tribunal de Contas do Estado do Rio de Janeiro, nomeação esta muito criticada na época.
Em 17 de novembro de 2017, votou pela revogação da prisão dos deputados Jorge Picciani, Paulo Melo e Edson Albertassi, denunciados na Operação Cadeia Velha, acusados de integrar esquema criminoso que contava com a participação de agentes públicos dos poderes Executivo e do Legislativo, inclusive do Tribunal de Contas, e de grandes empresários da construção civil e do setor de transporte.
Nas eleições de 2018, Luiz Martins foi reeleito deputado estadual para a 12ª legislatura (2019–2023) da Assembleia Legislativa do Estado do Rio de Janeiro (Alerj). No pleito, como candidato do Partido Democrático Trabalhista (PDT), Luiz obteve 38.449 votos.
Deixou o PDT em março de 2022, ingressando no União Brasil.

## Controvérsias

### Operação Furna da Onça
No dia 8 de novembro de 2018, Luiz Martins foi preso por policiais federais que cumpriam mandado de prisão temporária expedido pelo Tribunal Regional Federal da 2ª Região (TRF-2) no âmbito da Operação Furna da Onça. De acordo com o Ministério Público Federal, o parlamentar recebia mensalmente uma quantia de R$ 80 mil para que votasse na Assembleia Legislativa do Estado do Rio de Janeiro (Alerj) de acordo com os interesses do grupo político comandado pelo ex-governador Sérgio Cabral, tendo recebido ainda um "prêmio" de R$ 1,2 milhão. A partir do dia 12 de novembro de 2018, o político passou a cumprir prisão preventiva após decisão do TRF-2 que considerou o risco de destruição de provas fundamentais para o prosseguimento das investigações. Outro alvo da operação foi o vereador carioca Daniel Martins, operador financeiro e enteado de Luiz Martins.
De acordo com o Ministério Público Federal (MPF), Luiz Martins também tinha influência para nomeações em postos do Detran-RJ situados nos municípios fluminenses de Nova Iguaçu e do Rio de Janeiro, indicações que, segundo a procuradora Renata Ribeiro Baptista, totalizavam 137. As nomeações feitas pelo parlamentar eram para chefes de unidades, responsáveis pelas vistorias, e para assistentes. Os funcionários indicados para os postos também atuavam em campanhas políticas do político, garantindo-lhe votações expressivas em suas regiões de influência para nomeações. A disponibilização de cargos, tanto para Luiz Martins quanto para outros deputados estaduais, era feita em troca de votos favoráveis na Assembleia Legislativa do Estado do Rio de Janeiro (Alerj) aos projetos de interesse do Grupo Facility/Prol, vencedor dos contratos para fornecimento de mão de obra nos postos do Detran-RJ, cujo proprietário era o empresário Arthur César Soares na época em que Sérgio Cabral era governador do Rio de Janeiro.

### Relatório sobre transações bancárias suspeitas
Em dezembro de 2018, veio à tona um relatório de 422 páginas do Conselho de Controle de Atividades Financeiras (Coaf) que havia sido anexado pelo Ministério Público Federal à investigação que origem à Operação Furna da Onça e que ganhou grande repercussão nacional por envolver um ex-assessor parlamentar de Flávio Bolsonaro, filho do presidente Jair Bolsonaro. O documento reúne informações a respeito de operações bancárias de 75 funcionários e ex-servidores da Assembleia Legislativa do Estado do Rio de Janeiro (Alerj) citadas em comunicados sobre transações financeiras suspeitas. As operações suspeitas, que envolvem pessoas que trabalham ou trabalharam em 20 gabinetes de deputados estaduais do Rio de Janeiro de diferentes matizes ideológicas, totalizam mais de R$ 207 milhões.
O relatório do Coaf apontou que funcionários do gabinete de Luiz Martins na Alerj movimentaram um total de R$ 18,5 milhões entre janeiro de 2016 e janeiro de 2017. O Ministério Público Federal, em nota, esclareceu que nem todas as movimentações atípicas citadas no documento seriam, necessariamente, ilícitas.